# عمارت حاجی‌گورکاکیس کورنسیوس
عمارت حاجی‌گورکاکیس کورنسیوس در نزدیکی محله اسقف‌نشین، در همسایگی سنت آنتونیوس در نیکوزیا، قبرس واقع شده است، جایی که به‌طور سنتی افراد ثروتمند جامعه یونانی در آن زندگی می‌کردند.

## نمای کلی
این عمارت مهم‌ترین نمونه معماری شهری از قرن آخر حکومت عثمانی است که در نیکوزیای قدیم باقی مانده است. این بنا در ۳ مه ۱۹۶۰ با کمک کمک‌های مردمی، سه سال پس‌از تأسیس بنیادی برای محافظت از ملک در برابر توسعه‌دهندگانی که می‌خواستند بلوک را تخریب کنند، افتتاح شد.

## تاریخچه عمارت

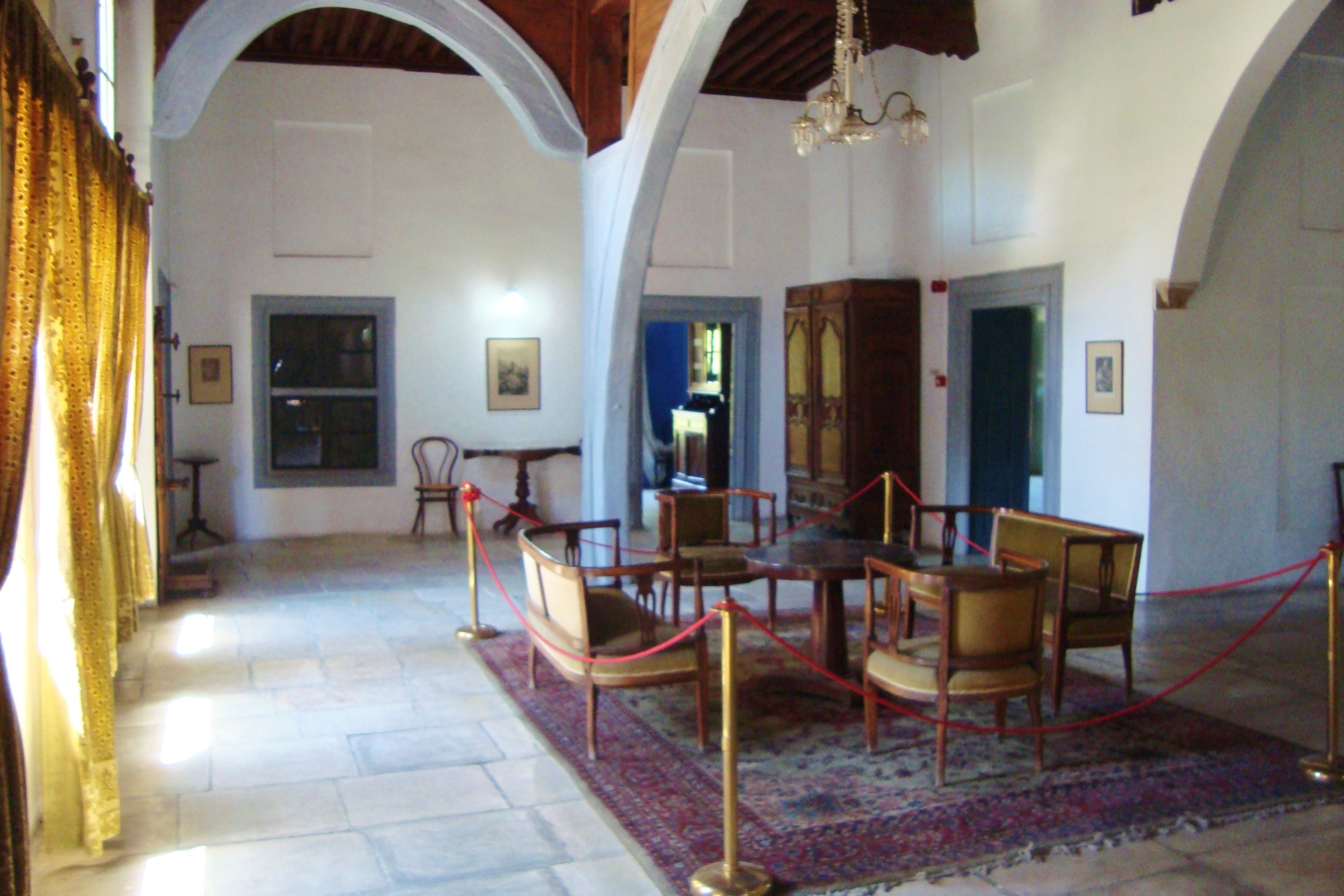
اتاق نشیمن عمارت

مالک عمارت، حاجی‌گئورگاکیس کورنسیوس، یک دراگومان، مترجم رسمی دیوان (شورای) سلطان به‌مدت سی سال از سال ۱۷۷۹ بود. این عنوان، که یکی از معتبرترین عناوینی بود که توسط مقامات عثمانی به مسیحیان محلی داده می‌شد، به کورنِسیوس فرصت داد تا ثروت و قدرت هنگفتی را جمع‌آوری کند. قدرت او حسادت دشمنانش را برانگیخت و آنها با حیله‌گری توانستند در ۳۱ مارس ۱۸۰۹ در قسطنطنیه (استانبول امروزی) گردن او را بزنند.
این خانه در سال ۱۷۹۳ با ماسه‌سنگ‌های محلیِ تراش‌خورده ساخته شده و ساختمانی دو طبقه است. مونوگرام مالک و تاریخ ساخت آن را می‌توان بر روی یک لوح مرمری در داخل ورودی مشاهده کرد. طرح معماری ساختمان به شکل حرف یونانی «Π» است که یک باغ مرکزی با فواره و یک حمام خصوصی (حمام (گونه معماری)) با سه اتاق را احاطه کرده است. در طبقه همکف، خوابگاه خدمتکاران و آشپزخانه قرار داشت. پله‌های چوبی مسقف با پایه سنگی از حیاط به راهروی ورودی در طبقه اول منتهی می‌شوند. اتاق پذیرایی رسمی و فضاهای نشیمن با این تالار پذیرایی ارتباط برقرار می‌کردند. اتاق پذیرایی رسمی (اوندا)، در انتهای بال شرقی، با تزئینات چوبی، طلاکاری شده و نقاشی شده استثنایی خود، از سایر اتاق‌ها متمایز است و آن را به سایر اتاق‌های پذیرایی رسمی در بسیاری از عمارت‌های امپراتوری عثمانی تشبیه می‌کند.

## امروز
امروزه این عمارت که به‌دلیل کار بازسازی بی‌نظیرش جایزه اروپا نوسترا را دریافت کرده است، به‌عنوان موزه مردم‌شناسی لفکوزیا (عمارت حاجی‌گئورگاکیس کورنسیوس) فعالیت می‌کند. و در خیابان پاتریارکو گریگوریو ۲۰، نیکوزیا قرار دارد. ورودی عمارت فعلاً رایگان است.

## نگارخانه

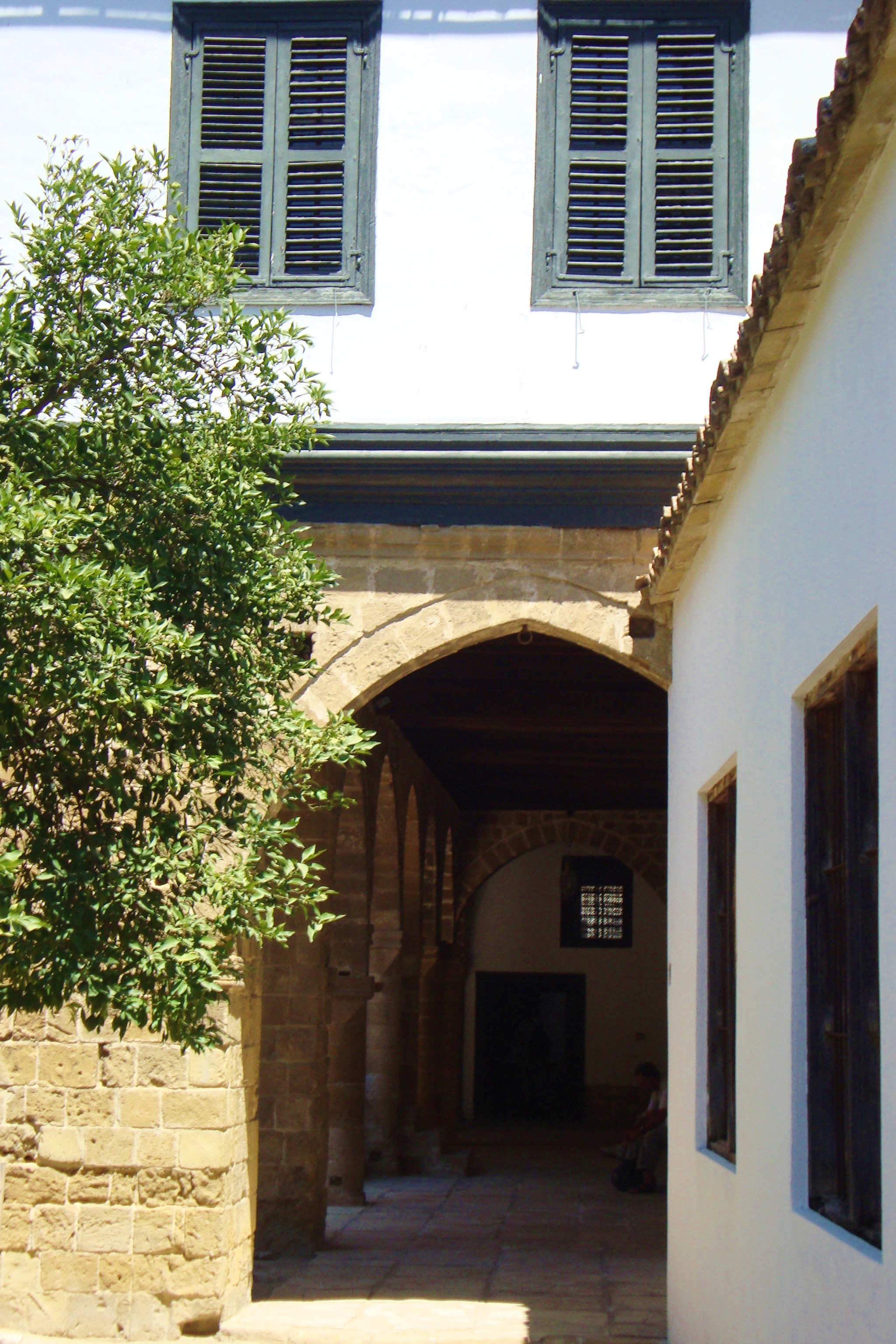
باغ‌های عمارت
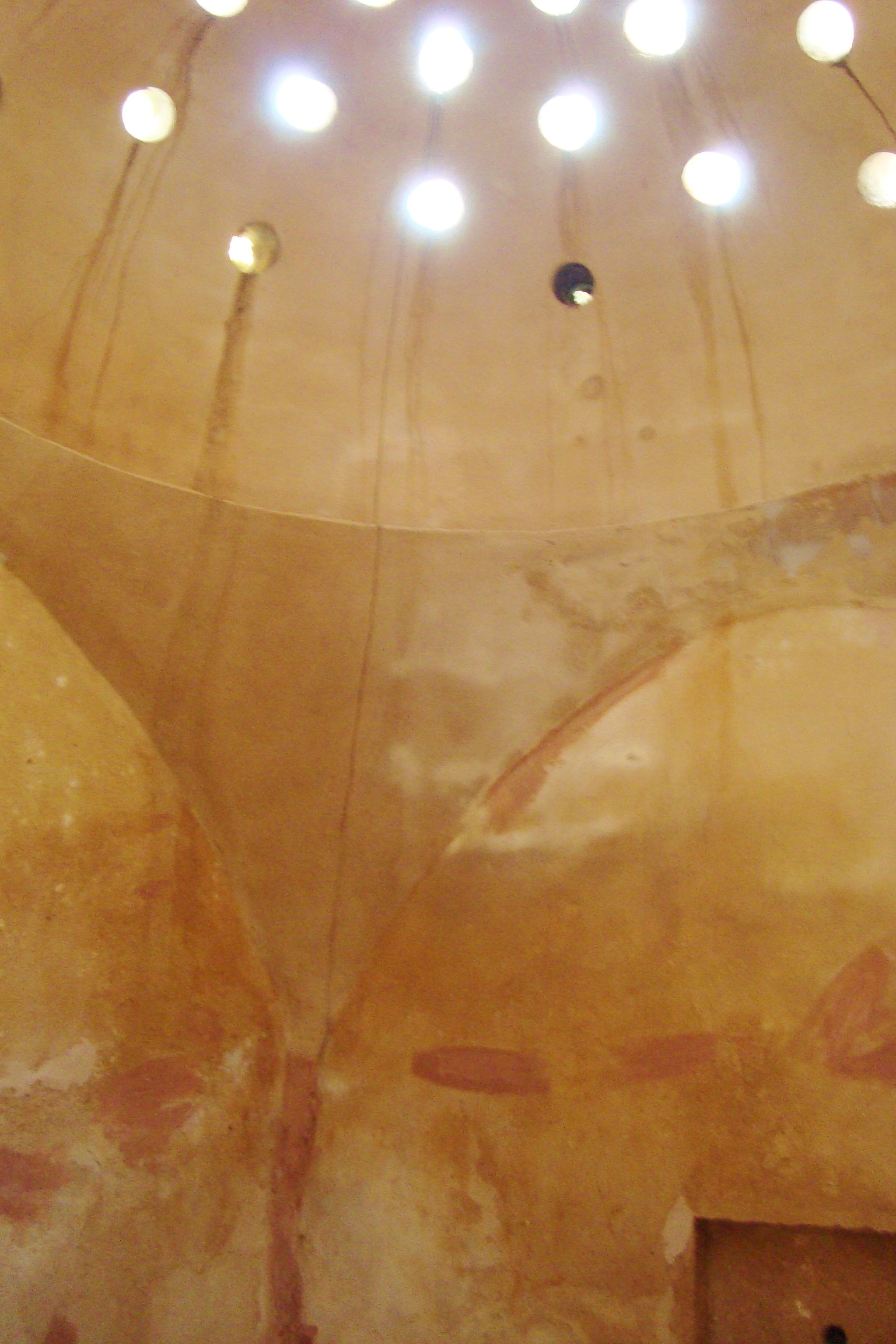
حمام قدیمی عمارت
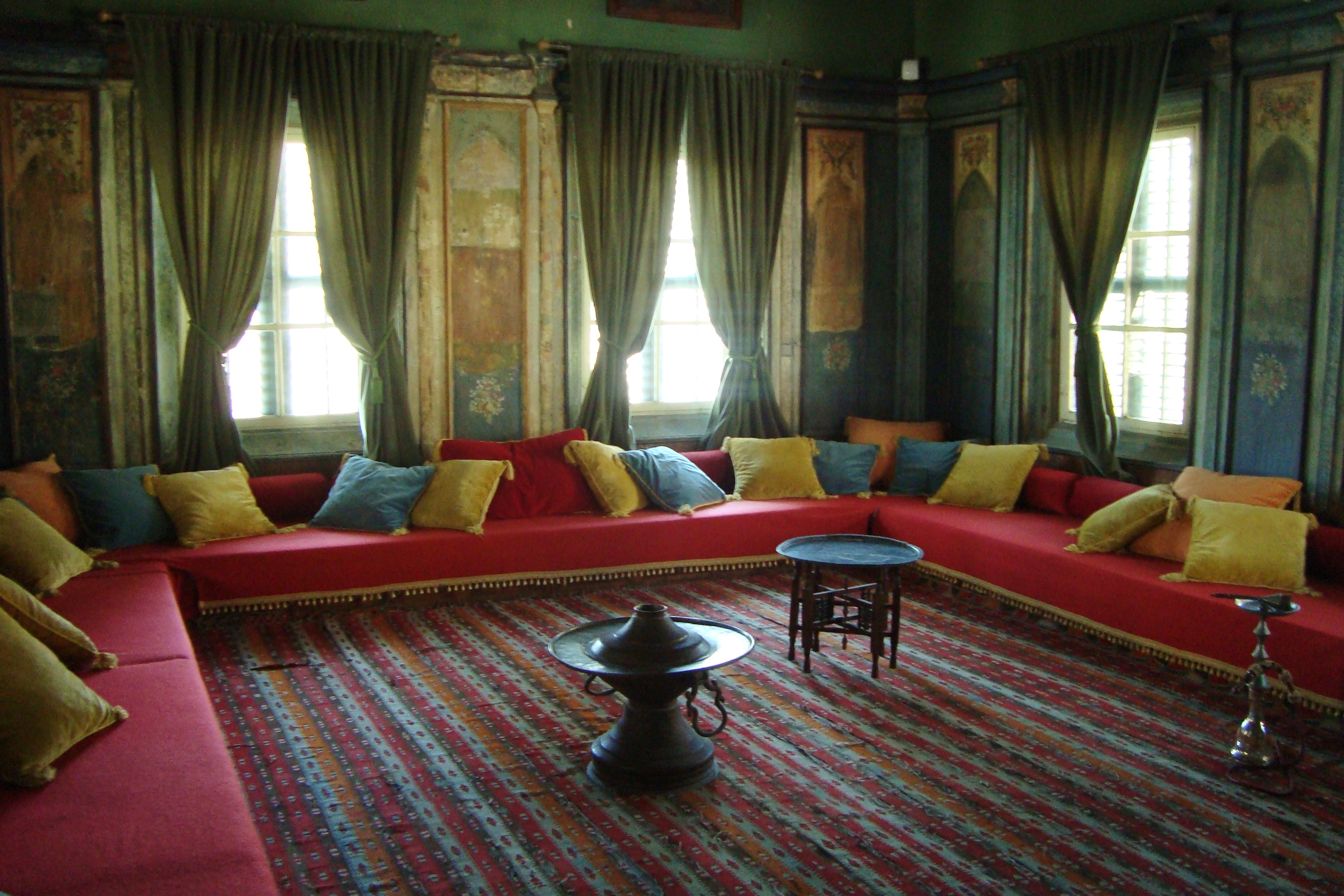
اتاق نشیمن دراگومن